# Donald Hawgood
Donald Trevor Hawgood (ur. 20 marca 1917, zm. 9 czerwca 2010 w Toronto) – kanadyjski kajakarz, kanadyjkarz. Srebrny medalista olimpijski z Helsinek.
Zawody w 1952 były jego jedynymi igrzyskami olimpijskimi. Zajął drugie miejsce w kanadyjkowych dwójkach na dystansie 10 000 metrów. Partnerował mu Kenneth Lane. 
Zmarł w Toronto 9 czerwca 2010. Pozostawił żonę Ruth, trzy córki i dwie wnuczki.